# Linaria nivea
Linaria nivea är en grobladsväxtart som beskrevs av Pierre Edmond Boissier och Reuter. Linaria nivea ingår i släktet sporrar, och familjen grobladsväxter. Inga underarter finns listade i Catalogue of Life.

## Bildgalleri

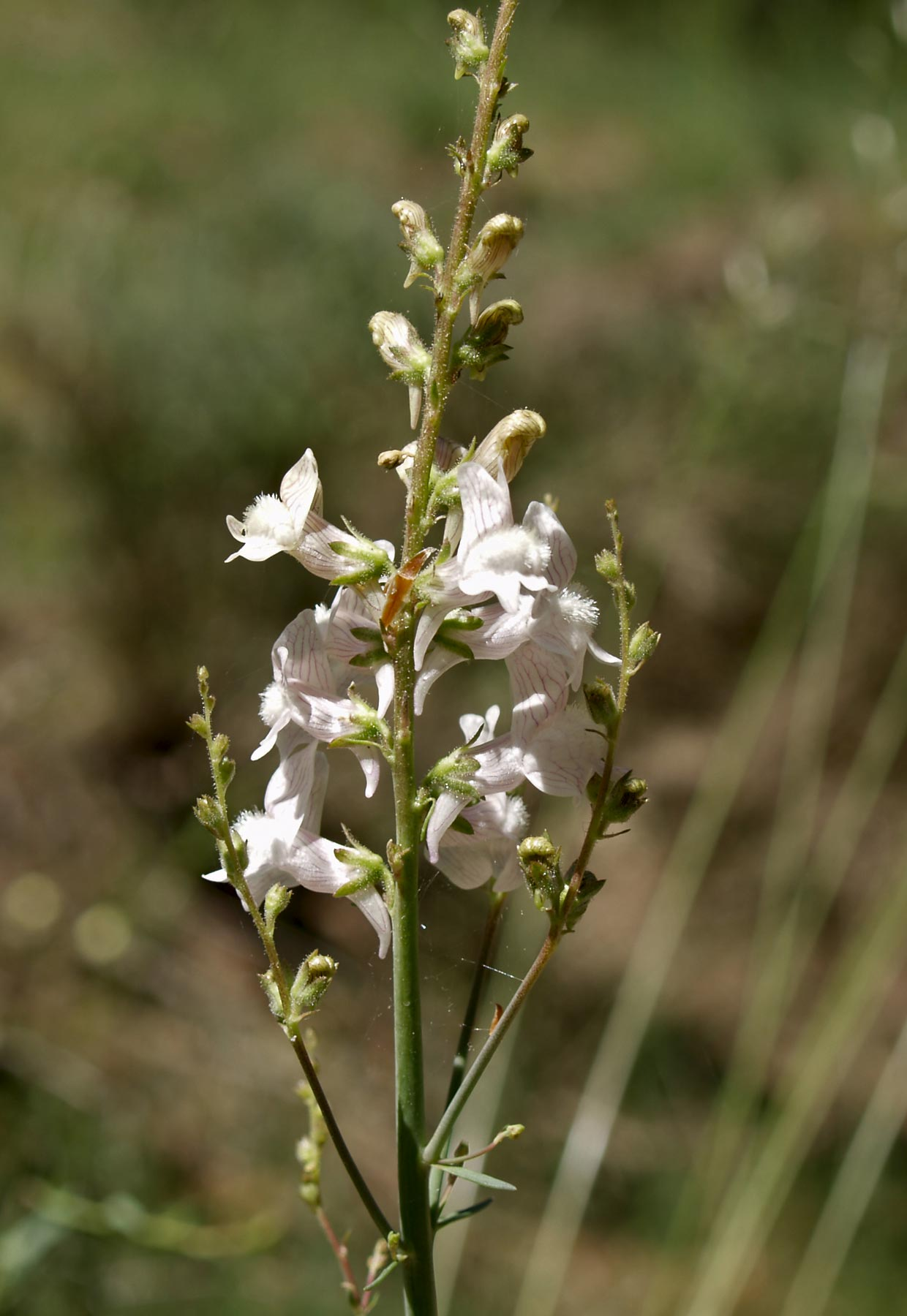